# Gødstrup (Næstved Kommune)
 For alternative betydninger, se Gødstrup. (Se også artikler, som begynder med Gødstrup)
Gødstrup er en lille landsby der ligger nord for hovedlandevejen (Landevejen) primærrute 54 mellem Næstved og Rønnede på Sydsjælland.
Landsbyen består af ca. 6 gårde og flere huse. Den ligger i Toksværd Sogn i Næstved Kommune og tilhører Region Sjælland.
Den er beliggende ca. 11 km øst for Næstved, 3 km nordøst for Holme Olstrup og 9 km vest for Rønnede.
Få hundrede m nordvest for landsbyen løber Lille Syd og endnu et par hundrede m på den anden side af den findes Gødstrup Engsø. Øst for landsbyen findes Hesede Skov.
Vejdirektoratet er i gang med at planlægge en motorvej (Næstvedmotorvejen) (Primærrute 54) mellem Næstved og Rønnede. Efter linjeføring A blev valgt kommer motorvejen til at gå syd om Gødstrup. Syd for Gødstrup ved Gødstrupvej bliver der etableret et fuldt tilslutningsanlæg hvor der bliver forbindelse mod Toksværd og Holme Olstrup.